# New Killer Star
New Killer Star è un brano musicale scritto ed interpretato dal musicista britannico David Bowie nel 2003 per il suo album Reality. La canzone fu il primo singolo estratto dal disco e venne pubblicato solamente in formato DVD, tranne che in Italia e in Canada dove uscì in formato compact disc.

## Il brano
Anche se non è ben chiaro il soggetto della canzone (come per altri brani di Bowie), il testo contiene riferimenti indiretti alla vita dopo gli avvenimenti dell'11 settembre 2001. Tuttavia il videoclip, diretto da Brumby Boylston della National Television, racconta una storia surreale dove una navicella spaziale precipita nel cuore dell'America. Bowie stesso disse a proposito della canzone: «Non sono un commentatore politico, ma penso che ci siano periodi nei quali sono "costretto" ad inserire dei riferimenti all'attualità nel materiale che scrivo. Penso la canzone contenga un messaggio positivo, come reazione ai tempi che stiamo vivendo».
Pubblicato su singolo il 29 settembre 2003, il brano raggiunse la posizione numero 38 in Gran Bretagna. La B-side del singolo è una cover del brano Love Missile F1-11 dei Sigue Sigue Sputnik

## Tracce singolo
CD - ISO-Columbia / COL 674275 1 (Italia)
1. New Killer Star - 4:40
2. Love Missile F1-11

CD - ISO-Columbia / 38K 3445 (Canada)
1. New Killer Star (Edit) - 3:42
2. Love Missile F1-11

DVD - ISO/Columbia COL 674275 9 (Austria)
1. New Killer Star (Video version) - 3:40
2. Reality (Electronic Press Kit)
3. Love Missile F1-11

## Formazione
- David Bowie: voce, chitarra, tastiere, percussioni, sax, stilofono, e sintetizzatore
- Earl Slick: chitarra
- Mike Garson: pianoforte
- David Torn: chitarra
- Gail Ann Dorsey: coro di sottofondo
- Sterling Campbell: batteria
- Catherine Russell: coro di sottofondo
- Tony Visconti: basso, chitarra, tastiere, voce
- Gerry Leonard: chitarra